# Peter Gerenčer
Peter Gerenčer, slovenski nogometaš, * 28. april 1985.
Gerenčer je nekdanji profesionalni nogometaš, ki je igral na položaju napadalca. V svoji karieri je igral za slovenska kluba Nafto Lendava in Črenšovce ter avstrijski  SV Mühlgraben, za katerega je v devetih sezonah odigral 254 prvenstvenih tekem in dosegel 204 gole. Skupno je v prvi slovenski ligi odigral 62 tekem in dosegel pet golov, vse za Nafto.